# 煮穴子

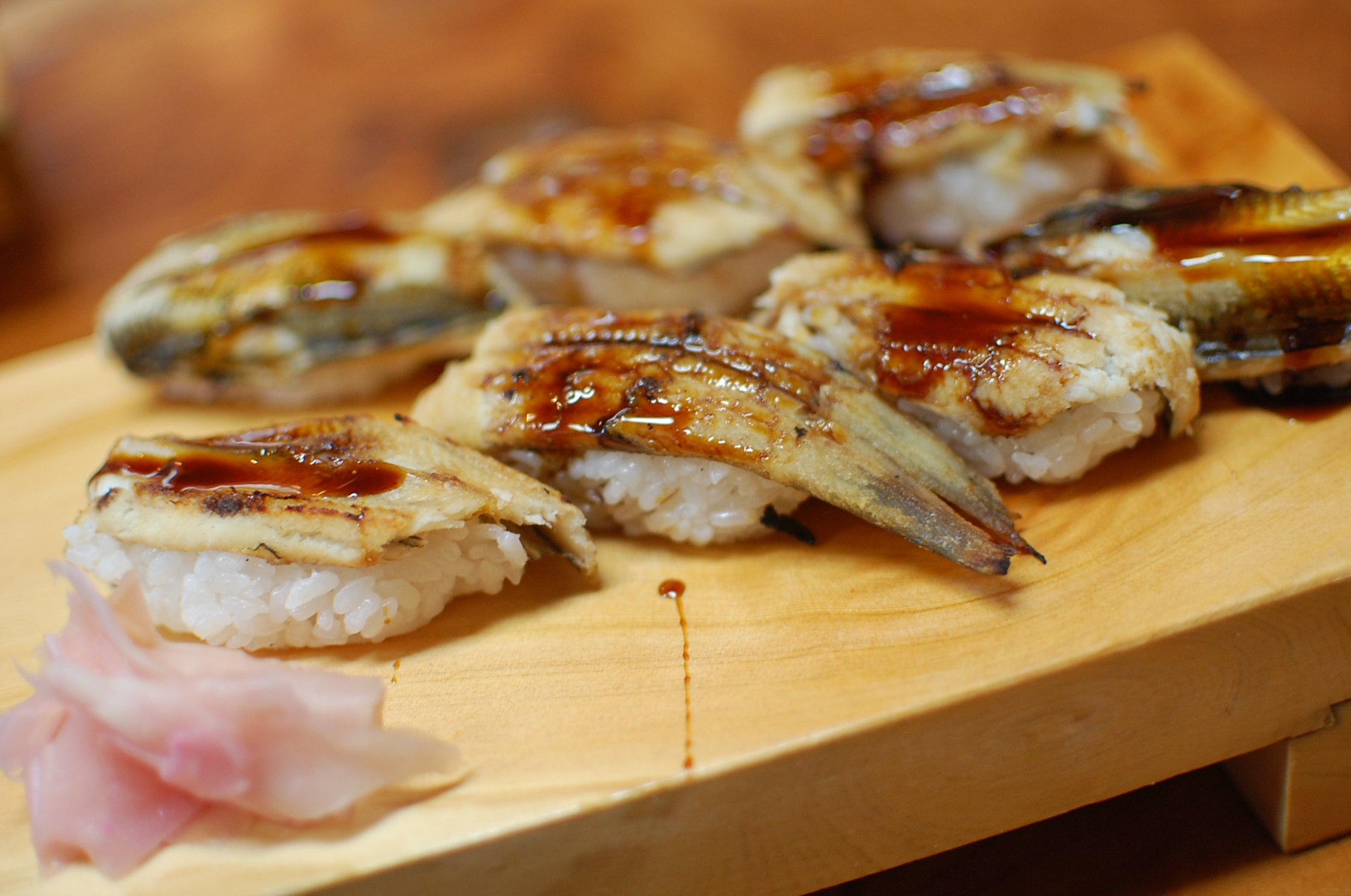
穴子寿司

煮穴子（にあなご）は穴子（主にマアナゴ）を使った料理。主に関東地方で用いられる製法。

## 作り方
- ウナギと同様に穴子を開いて捌く。
- 醤油、味醂、砂糖、日本酒を煮詰めたタレで煮る。
- 更にタレを煮詰めてとろみを付け、刷毛で穴子に塗る。

## 用途
ウナギの蒲焼きと同様に、そのまま食べたり、ごはんの上に乗せて丼（重）にしたり、牛蒡で巻いた八幡巻きやうざくと同様に胡瓜と和えた酢の物など多数ある。
広島県のあなご飯は一般的に「焼き穴子」が中心だが、煮穴子で提供する店舗もある。また、煮穴子を炙った「炙り」で提供する店舗もある。
特に江戸前穴子の寿司種は有名。